# 북여주 나들목
북여주 나들목(N.Yeoju IC)은 경기도 여주시 흥천면 문장리와 계신리에 걸쳐 있는 중부내륙고속도로의 29번 나들목이다. 국가지원지방도 제70호선을 통해 흥천면, 금사면 및 이천시 백사면 등지로 진출할 수 있다.
나들목 출구는 국가지원지방도 제70호선인 이여로와 접속하나, 바로 맞은편에 광주원주고속도로 흥천이포 나들목이 설치되어 있어서 두 나들목 사이에 설치된 흥천이포IC 교차로 위의 고가도로를 통해 두 나들목이 서로 직결되는 구조로 변형되었다. 이를 통하여 중부내륙고속도로와 광주원주고속도로가 서로 간접적으로 분기하는 분기점 역할을 수행하고 있으나, 두 고속도로의 운영 주체가 다른 데다가 요금소가 각각 설치되어 있어서 통행료는 추가로 내야 한다.

## 연혁
- 2006년 12월 28일 : 나들목 신설을 위해 여주군 도시계획시설 교통광장에 여주군 흥천면 문장리, 계신리 일원을 북여주 나들목으로 고시[1]
- 2010년 9월 15일 : 중부내륙고속도로 여주 ~ 북여주 구간 개통과 함께 영업 개시[2]

## 구조물 정보
- 위치: 경기도 여주시 흥천면 문장리, 계신리
- 영업소: 경기도 여주시 흥천면 이여로 1032

## 접속하는 도로
- 국가지원지방도 제70호선 (이여로)
- 간접 연결 : 52호선 광주원주고속도로 흥천이포 나들목 (흥천이포IC 교차로 이용)

## 교통량 정보
| 요금소          | 통행량 (대/일) | 통행량 (대/일) | 통행량 (대/일) | 통행량 (대/일) | 통행량 (대/일) | 통행량 (대/일) | 통행량 (대/일) | 통행량 (대/일) | 통행량 (대/일) | 통행량 (대/일) | 각주  |
| 요금소          | 2001년         | 2002년         | 2003년         | 2004년         | 2005년         | 2006년         | 2007년         | 2008년         | 2009년         | 2010년         | 각주  |
| --------------- | -------------- | -------------- | -------------- | -------------- | -------------- | -------------- | -------------- | -------------- | -------------- | -------------- | ----- |
| 북여주 (폐쇄식) | 미개통         | 미개통         | 미개통         | 미개통         | 미개통         | 미개통         | 미개통         | 미개통         | 미개통         | 1,635          | [ 3 ] |
| 요금소          | 2011년         | 2012년         | 2013년         | 2014년         | 2015년         | 2016년         | 2017년         | 2018년         | 2019년         |                | [ 3 ] |
| 북여주 (폐쇄식) | 1,404          | 1,443          | 1,367          | 1,506          | 1,653          | 2,351          | 6,021          | 4,789          | 4,796          |                | [ 3 ] |

## 같이 보기
- 흥천이포 나들목